# Andrés Nagel

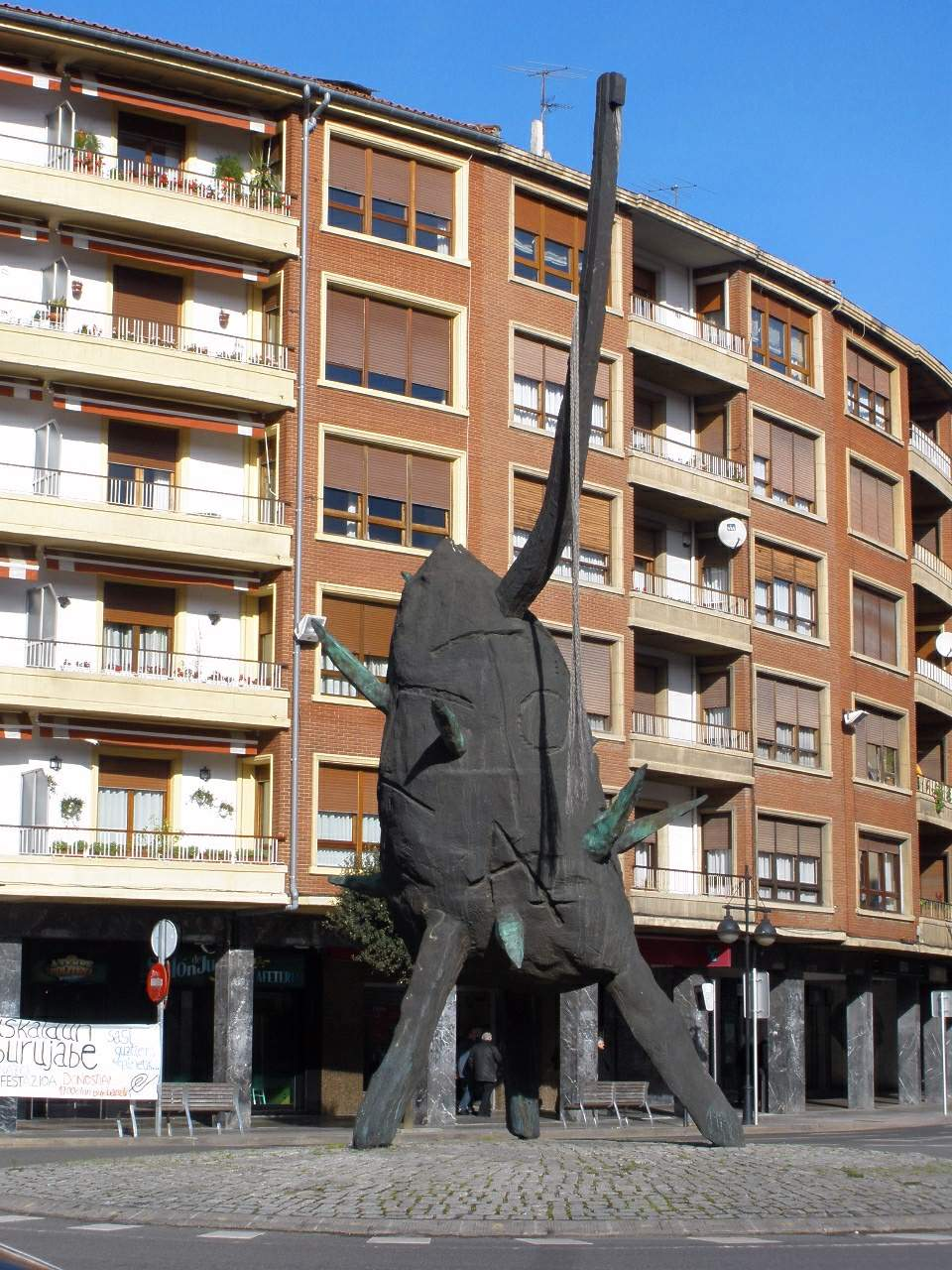
Escultura urbana de Nagel en Amorebieta-Echano (Vizcaya), popularmente llamada La patata y que suscitó una larga controversia sobre derechos de autor.

Andrés Nagel Tejada (San Sebastián, 15 de agosto de 1947) es un pintor, escultor y grabador español, uno de los artistas vascos actuales de mayor proyección internacional. 
De gustos eclécticos, muy viajero y con un largo historial de exposiciones, su obra en pintura, escultura y grabado se puede etiquetar como figuración postmoderna, enmarcada en la reacción que se opuso, en los años 60 y 70, a la vía abstracta e informalista entonces predominante. Nagel aborda mayormente temas sociales con sarcasmo e irreverencia, en un estilo que a ratos recuerda a la Nueva figuración madrileña y que adopta influencias del pop art (colorido y temas urbanos), del surrealismo (enfoques chocantes y humorísticos) y del arte povera (uso de materiales humildes y desechos).

## Carrera
Nagel terminó la carrera de Arquitectura en 1972; ya para entonces había expuesto alguna vez. En ese mismo año se adentró en las técnicas de grabado y conoció a Chillida, quien sería clave en su trayectoria si bien no debió de influirle estéticamente, pues Nagel optó desde el principio por el arte figurativo en una vía opuesta a la del famoso escultor abstracto.
Con múltiples intereses y muy viajero, Nagel recorrió en esos años diversos países, incluyendo Europa del este, Turquía, el norte de África… Sus viajes a Venecia, Basilea y Kassel le pusieron en sintonía con corrientes estéticas que no accedían al entonces precario circuito artístico español. Debido a su irreverencia, algunas de sus obras suscitaron polémica: el 20 de noviembre de 1975, día de la muerte del dictador Francisco Franco, una escultura suya tuvo que ser retirada de un escaparate, y en 1982 presentó otra obra polémica en una colectiva en el Museo Municipal de Madrid, que causó cierto rechazo pero permaneció expuesta.
A mediados de los 70 Nagel inició una febril actividad expositiva, tanto en colectivas como en individuales: Madrid, Barcelona, Bilbao, Pamplona… En 1976 participó en la muestra "New Spanish Painting" (Nueva York) y dos años después en una exposición en homenaje a Joan Miró en Palma. En 1980, obras suyas se incluyeron en varias colectivas en Estados Unidos (Austin, Tallahassee y Cleveland) y también concurrió a la Bienal de Fredrikstad (Noruega). 
A partir de los años 80, su presencia en muestras internacionales aumenta. En 1982 participa en la II Trienal de Dibujo de Núremberg, en 1983 en la Biennale of Graphic Art de Varna (Bulgaria), y en 1984 participa en colectivas en Dortmund, Bonn y Basilea. En 1985 es incluido en una selección de obras del Museo Español de Arte Contemporáneo (antecesor del Museo Reina Sofía) expuesta en la Fundación Gulbenkian de Lisboa. En 1986 acude invitado por el gobierno de Irak al Baghdag International Festival of Arts junto con Manolo Valdés y otros artistas españoles.
En 1987 Nagel colocó una gran escultura de acero en una plaza de Barcelona, y acudió a la feria Fiac de París con un stand en exclusiva (galería Gamarra y Garrigues). Al año siguiente, el Museo de Bellas Artes de Bilbao dedicó una antológica a su obra gráfica, de la que se editó un catálogo razonado. En 1989 el artista inició una colaboración de más de diez años con la Tasende Gallery de La Jolla (California), con la cual concurrió a ferias en Chicago y Los Ángeles e incluso expuso en el Museo Meadows de Dallas. En mayo de 2015, el fundador de esta galería, el estadounidense de origen bilbaíno José Tasende, ha donado 34 obras de Nagel al Museo de Bellas Artes de Bilbao  Archivado el 1 de febrero de 2016 en Wayback Machine..
En 1991 Andrés Nagel llevó por México una muestra itinerante, que recaló en el Museo Tamayo y a cuya inauguración acudió el mismo Rufino Tamayo en su última aparición pública antes de fallecer. Ese mismo año Nagel participó en varias colectivas (Boston, Hawái...) y recibió el encargo de una escultura para el museo al aire libre Hakone Open-Air Museum de Japón. En años posteriores expuso en medio mundo: Nueva York, Iowa, Reno, Singapur, Hong Kong, San Diego, París, Chicago, México D.F., Vancouver, Viena, Milán... En 2001, una escultura suya se expuso en los jardines del histórico Palais Royal de París, con motivo de la muestra "50 ans de Sculpture Espagnole", que luego recaló en el Parque del Retiro de Madrid.
En 2003 pintó el cuadro Diana para el calendario 2004 de la Unión Española de Explosivos (actual MAXAM); posteriormente este diseño se difundió en un cartel en edición limitada. 
También en 2003 Nagel inauguró en una plaza del municipio vizcaíno de Amorebieta-Echano una escultura de bronce de ocho metros, popularmente apodada La patata, que cinco años después le acarrearía un prolongado conflicto con el ayuntamiento local, al intentar ser trasladada por razones urbanísticas. Defensor de la propiedad intelectual, Nagel consideró que el cambio de ubicación desvirtuaba el monumento. En 2009 se enzarzó en otro sonado litigio con la empresa Porcelanas Bidasoa al acusarla de plagiar diseños suyos para la producción de vajillas. Nagel había suscrito un acuerdo con dicha empresa pero debido a discrepancias lo rescindió, y algunos de los diseños ya elaborados fueron explotados sin su consentimiento.